# Torre de Calígula
La Torre de Calígula, también conocida como Torre de Calicul, es una torre que se encuentra integrada en la cabecera de la iglesia de Santa María Magdalena en Cazalilla, provincia de Jaén (Andalucía, España), a unos 305 m s. n. m., casi en la confluencia de la calle Andalucía con la calle Ancha. La iglesia fue construida en 1622, reaprovechando piedras y materiales del antiguo castillo, así como el torreón militar a modo de ábside. 

## Descripción
De la torre, que era en sus orígenes cilíndrica y de grandes dimensiones, se reaprovechó el sólido muro semicircular de mampostería para conformar la cabecera de la iglesia de Santa María.

## Historia
Durante época andalusí, Cazalilla perteneció a la Cora de Jaén. Fue cabeza de distrito y recibía el nombre de Qastalla. 
Es en esta época cuando el castillo adquirió verdadera importancia al recibir un uso militar, pues habría sido de gran importancia estratégica al sur del Guadalquivir y Espeluy, junto a la calzada arrecife que provenía desde Córdoba. Ximena Jurado dibujó la torre de Cazalilla y describió en los Anales de la Ciudad de Arjona (1643) como en tiempos del rey visigodo Flavio Sisebuto (612-621) existía en este torreón una inscripción hebrea, hoy desaparecida. Al parecer, este rey otorgó a la villa privilegios con el fin de resolver los conflictos entre cristianos y judíos. 
Parece ser que en el mismo castillo nació el poeta árabe Abendarrach al-Qastalli en el 958, siendo descendiente de una familia noble bereber.  
En tiempos de la conquista castellana, aparece el nombre de Caztalliella en la delimitación de los términos entre Jaén y Martos, término que se ha identificado con la actual Cazalilla. En la segunda mitad del siglo XV, durante la guerra entre la nobleza y el Rey Enrique IV, Cazalilla es nombrada en diversas ocasiones en relación con su castillo. Las ordenanzas de Iranzo (1464) asignaban a su tenencia dos mil maravedíes, que serían tres mil con caballería, lo que viene a indicar que era un castillo de segundo rango. En 1622, siendo obispo don Baltasar Moscoso Sandoval y Rojas, se construyó la esbelta torre de la iglesia de Santa María Magdalena, en cuya fachada principal se encuentra el escudo episcopal y el año de construcción. Para ello pudieron haber utilizado piedras y materiales del antiguo castillo, reaprovechándose a modo de ábside parte del antiguo torreón militar como sacristía y dependencia parroquial.